# 激动网
激动网是中国一个视频分享网站。向用户提供包括了新闻、影视、娱乐、生活、社区、美女六大类视频内容，涉及新闻、财经、社会、法制、体育、军事、电影、电视剧、赳客、纪实、综艺、购物、音乐、播客、社区、直播、同城等18个频道。

## 资料来源
1. ↑  . 和讯网.   [2011-01-04]. （原始内容存档于2016-03-04） （中文（中国大陆））.
2. ↑  . 网易网.   [2011-01-04] （中文（中国大陆））.
3. ↑  . 腾讯网.   [2011-11-10] （中文（中国大陆））.
4. ↑  . 人民网.   [2012-12-06]. （原始内容存档于2016-03-04） （中文（中国大陆））.
5. ↑  . 牛华网.   [2012-02-23]. （原始内容存档于2015-06-23） （中文（中国大陆））.